# 快步
快步（Quickstep）也稱“快狐步”，是國際標準舞的一種。在1923 年左右，起源於美國。用比較快的4/4拍子音樂，有獨特的舞步。之後再分為快狐步舞與慢狐步舞，慢狐步舞就是今天流行的狐步舞，快狐步舞演則變成為現在的快步舞。快步的基本舞步是並合步（Chasse）、波格（Polka）、鎖步（Lock）和一些華爾滋舞步。快步動作快速、機靈、起伏、彈跳敏捷，舞姿活躍動人，風格高貴優雅，是標準舞中最輕鬆活潑的舞蹈。

## 风格
动作轻快活拨，富于跳跃性，舞步圆滑流利，奔放灵活，快速多变，令人目不暇接，极富魅力。快步舞，将芭蕾舞中的一些小跳动作融合在内，而显得更加轻快灵巧，更具技巧性和艺术魅力。它起源于美国，最早原是黑人的土风舞，以后逐渐演变。快步舞与波尔卡、茶尔斯顿有着密切的相互关系。快步舞因步子很快而得名，又因其具有轻快灵巧、活泼欢跳的风格特点而有“欢快舞”之称。

## 外部連結
1. 黑池冠军阿鲁纳斯 快步舞表演[永久]
2. 快步舞步 （页面存档备份，存于）